# Aromás aminok
Az aromás aminok olyan szerves vegyületek, amelyekben egy aminhoz aromás gyűrű kapcsolódik, azaz -NH2, -NH- vagy nitrogén csoport kapcsolódik egy – általában egy vagy több benzolgyűrűt tartalmazó – aromás szénhidrogénhez. Az aromás aminok legegyszerűbb példája az anilin.
A protonált aromás aminok általában alacsonyabb pKa értékkel rendelkeznek (azaz savasabbak), mint a nem aromás megfelelőik. Ennek oka a nitrogén nemkötő elektronpárjának a gyűrűben történő delokalizálódása.
| Jellegzetes anilinek  |                       |          |               |                                                   |
| Aromás amin           |                       | CAS-szám | Tulajdonságai | Felhasználása                                     |
| anilin                | anilin                | 62-53-3  |               |                                                   |
| o-toluidin            | o-toluidin            | 95-53-4  |               |                                                   |
| 2,4,6-trimetilanilin  |                       | 88-05-1  |               |                                                   |
| anizidin              | anizidin              | 90-04-0  |               |                                                   |
| 3-trifluormetilanilin | 3-trifluormetilanilin | 98-16-8  |               | Herbicidek előállításának köztiterméke, metabolit |

## Fordítás
Ez a szócikk részben vagy egészben az Aromatic amine című angol Wikipédia-szócikk ezen változatának fordításán alapul.  Az eredeti cikk szerkesztőit annak laptörténete sorolja fel. Ez a jelzés csupán a megfogalmazás eredetét és a szerzői jogokat jelzi, nem szolgál a cikkben szereplő információk forrásmegjelöléseként.